# Wendy Toye
Wendy Toye, de fapt Beryl May Jessie Toye, (n. 1 mai 1917, Londra – d. 27 februarie 2010, Londra) a fost o actriță, regizoare și coreografă britanică.

## Filmografie

### Regie
- 1952: The Stranger Left No Card
- 1954: Cazul Teckmann
- 1955: ...totuși simpatică !
- 1955: On the Twelfth Day...
- 1955: Crimă fără asasin
- 1955: Vacanță cu Papa
- 1982: Pățania incredibilă a lui Roald Dahl

### Coreografie
- 1936: Pagliacci
- 1940: The Thief of Bagdad (Hoțul din Bagdad)
- 1945: Pirații muzicii
- 1946: Soarta de ieri

### Actorie
- 1932: Dance Pretty Lady
- 1935: Invitație la vals
- 1939: The Insect Play
- 1945: Pirații muzicii
- 1955: On the Twelfth Day...

## Premii
- 1953: Best Fictional - Short Film - la Festivalul Internațional de Film de la Cannes, pentru filmul The Stranger Left No Card.